# 聖靈島 (瑞典)

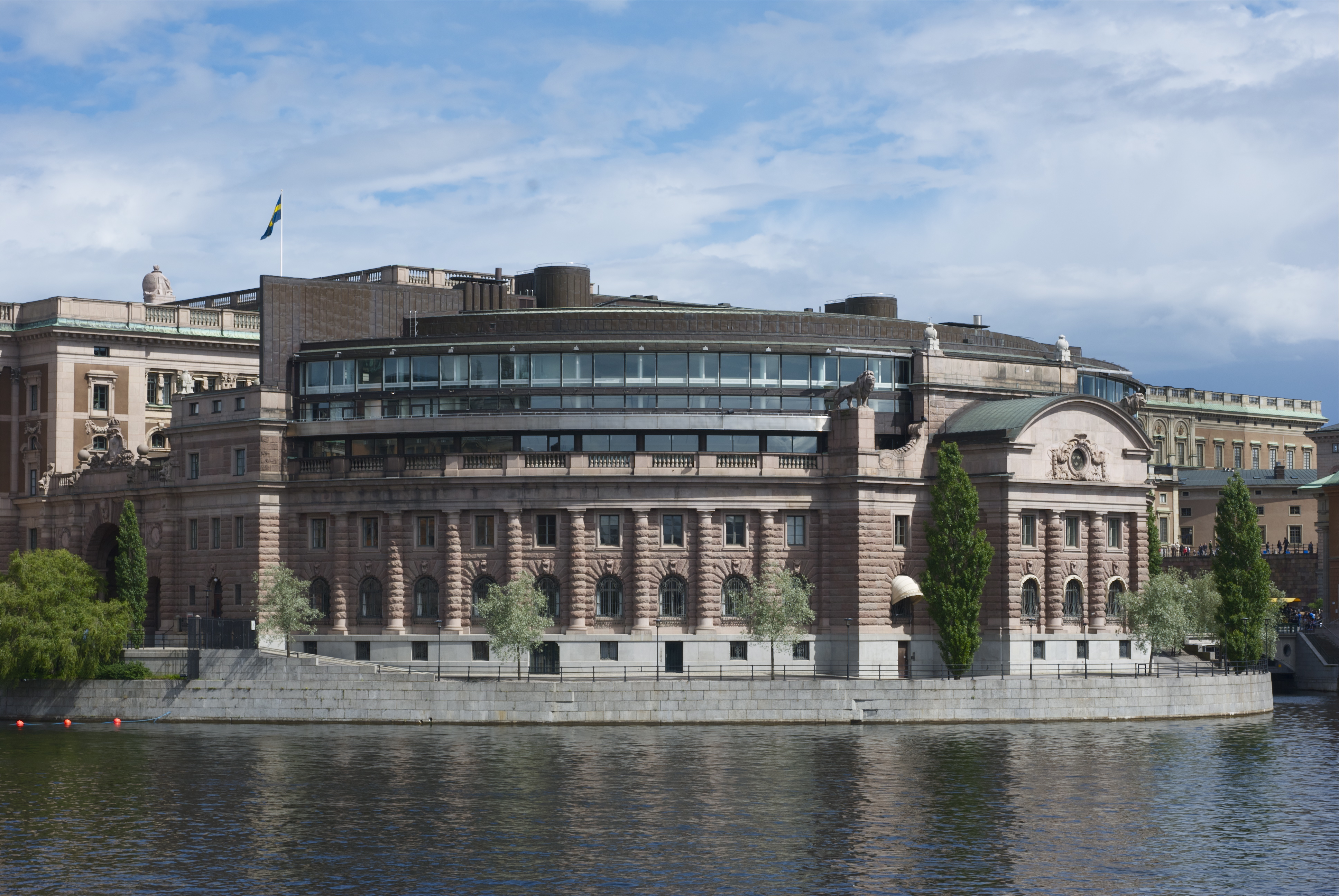
圣灵岛和瑞典国会大厦

圣灵岛（瑞典語：Helgeandsholmen）是瑞典斯德哥爾摩市中心的一个小岛，位于城岛以北，水流城堡（Strömsborg）以东，连同骑士岛，一起构成斯德哥爾摩老城。圣灵岛上有瑞典国会大厦和中世纪斯德哥爾摩博物馆。圣灵岛与周围桥梁通过三个桥相连：国家桥、馬厩橋和北桥。 
位于东端的平台，名为“水流花坛”（Strömparterren），是一个公园及一个1832年的餐厅。国会西侧的滨河路曾为瑞典银行所在地，因此名为银行滨河路（Bankkajen），而北，南两侧的街道名为“北/南圣灵楼梯”（Norra/Södra Helgeandstrappan），它们都在1925年命名。